# Per Hjorth
Per Hjorth (* 8. Januar 1968 in Lyngby-Tarbaek) ist ein ehemaliger dänischer Basketballspieler und -trainer.

## Leben
Hjorth begann im 13. Lebensjahr mit dem Basketball. 1991 gehörte er der Mannschaft des Hørsholm Basketball Klub an, die den ersten dänischen Meistertitel der Vereinsgeschichte gewann. 1993 wurde er mit Hørsholm wieder Staatsmeister.
1998 wechselte der 1,91 Meter große Flügelspieler aus Hørsholm zum deutschen Zweitligisten BCJ Hamburg und trug dazu bei, dass der Mannschaft 1999 der Aufstieg in die Basketball-Bundesliga gelang. Hjorths Stärke als Spieler war seine Verteidigung. Nach einem Jahr verließ er Hamburg wieder. Ab 2002 spielte er beim Erstligisten Aabyhøj IF, dessen Trainer er dann 2006 wurde. und übte das Amt ein Spieljahr lang aus. Hjorth war dänischer Nationalspieler und bestritt 35 Länderspiele.
Bei den Olympischen Sommerspielen 2008 war er für den Fernsehsender TV2 als Kommentator der Basketballwettbewerbe tätig. Er arbeitete von 2008 bis 2010 für den dänischen Basketballverband und wurde im Schuldienst als Lehrer für Dänisch, Englisch und Sport tätig. Seine Söhne Andreas und Emil spielten ebenfalls Basketball beim Erstligisten Hørsholm.